# Flumazenil
A Flumazenil (INN; vagy flumazepil) egy benzodiazepin receptor antagonista gyógyszer, amit  benzodiazepinek túladagolásakor ellenszernek használnak.  Kompetitív gátlással visszafordítja a   benzodiazepinek hatását  a GABAA receptor   benzodiazepin kötőhelyén. A gyógyszert 1987-ben vezette be a   Hoffmann-La Roche cég  Anexate néven.
A VIII. Magyar Gyógyszerkönyvben   Flumazenilum    néven hivatalos.  

## Javallat
A benzodiazepinek központi szedatív hatásának megszüntetése.
Ezen kívül a benzodiazepin-elvonási tünetek csökkentésére és megszüntetésére, de hiányos dokumentáció miatt ilyen célú használata nem javallott.

## Készítmények
- Anexate injekció (Roche)